# ゴットヘルフ・エンゲルベルト・ニーチェ

ゴットヘルフ・エンゲルベルト・ニーチェ（Gotthelf Engelbert Nietzsche, 1714年2月28又は26日 テューリンゲン州 Bibra ‐ 1804年9月21日 Bibra）は、ドイツの検査官。哲学者。
古典文献学者のフリードリヒ・ヴィルヘルム・ニーチェの曽祖父に当たる。ヨハン・ゼバスティアン・バッハの弟子。

## 概要
検査官のヨハン・クリストフ・ニーチェ (1659–1739) とヨハンナ・クリスティアーネ・ビュートナー (1669–1716) の間に生まれる。
1730年からライプツィヒの大学で学ぶ。自身も父の職を引き継ぎ、1739頃から1804年まで故郷で検査官を務める。
1756年神学者のフリードリヒ・アウグスト・ルートヴィヒ・ニーチェを生む。この人物は哲学者のニーチェの祖父に当たる。
1804年亡くなる。90歳だった。